# NGC 3404
NGC 3404 (другие обозначения — IC 2609, MCG -2-28-11, IRAS10477-1150, PGC 32466) — галактика в созвездии Гидра.
Этот объект входит в число перечисленных в оригинальной редакции «Нового общего каталога».
В галактике вспыхнула сверхновая SN 2008bt типа Ia, её пиковая видимая звездная величина составила 16,6.